# FCM Aubervilliers
Football Club Municipal d'Aubervilliers (phát âm tiếng Pháp: [obɛʁvilje]; thường được gọi là Aubervilliers hoặc đơn giản là Aubervilliers) là một câu lạc bộ bóng đá Pháp có trụ sở tại Aubervilliers, một vùng ngoại ô của Paris. Câu lạc bộ được thành lập vào năm 1948. Aubervilliers chơi các trận đấu trên sân nhà tại Stade André Karman nằm trong thành phố. Sân vận động được đặt theo tên của cựu chính trị gia người Pháp André Karman, người sinh ra ở xã. Đội được chủ trì bởi Farid Maachi và được quản lý bởi Rachid Yousef.

## Cầu thủ
| No. |         | Position | Player              |
| --- | ------- | -------- | ------------------- |
|     | France  | GK       | Faouzi Amzal        |
|     | France  | GK       | Mickaël Vigin       |
|     | France  | DF       | Karim Afkir         |
|     | France  | DF       | Ousmane Sidibé      |
|     | France  | DF       | Franck Busuttil     |
|     | France  | DF       | Bakary Sissoko      |
|     | France  | DF       | Pascal Bisse        |
|     | Senegal | DF       | Mahamadou Traoré    |
|     | Peru    | DF       | Luis Clavijo        |
|     | France  | DF       | Hamidou Saounera    |
|     | France  | DF       | Rachid Youcef       |
|     | Comoros | DF       | Ben Ahmed Attoumani |
|     | France  | MF       | Adama Ballo         |
|     | France  | MF       | Stéphane Boulila    |
|     | France  | MF       | Nordine Benaribi    |

| No. |         | Position | Player             |
| --- | ------- | -------- | ------------------ |
|     | Morocco | MF       | Ismaël Bodaoui     |
|     | France  | MF       | Aissa Youcef       |
|     | France  | MF       | Karim Haderbache   |
|     | Nigeria | MF       | Kenneth Edwusu     |
|     | France  | MF       | Lionel Massengo    |
|     | Algeria | MF       | Abdelkader Zelmati |
|     | France  | MF       | Raphaël Dakouri    |
|     | France  | MF       | Gaston Mbelizi     |
|     | France  | FW       | Steve Marlet       |
|     | France  | FW       | Alaedinne Daboussi |
|     | France  | FW       | Nacer Lamamiri     |
|     | France  | FW       | Kevin Bouyer       |
|     | France  | FW       | Hervé Ebanda       |
|     | France  | FW       | Yacouba Kamata     |
|     | France  | FW       | Andy Felsina       |

## Danh hiệu
- Division 3
  - Chiến thắng (1): 1993 (Nhóm Đông)
- Championnat de France Am Nghiệp 2
  - Chiến thắng (1): 2010 (Bảng B)
- Sư đoàn d'Honneur (Paris le-de-France)
  - Vô địch (2): 1990, 2009